# Art Christmas
Art Christmas (* 22. Dezember 1905 in Kingston (Ontario); † 24. September 1961 in Blind River, Ontario) war ein kanadischer Bandleader, Saxophonist und Multiinstrumentalist der Tanzmusik und des Jazz.

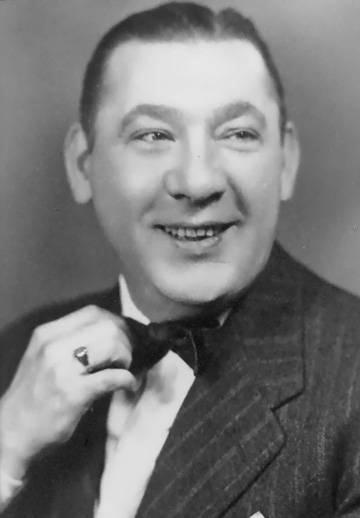
Art Christmas

## Leben
Er begann mit 19 Jahren professionell als Musiker zu arbeiten und spielte in den USA Trompete im Dumbells Orchestra, mit dem er auch nach England kam. Dort spielte er 1926 im Canadian Club Orchestra, einer der Bands von Paul Specht (sowohl Trompete als auch Saxophon), und in der Hausband des New Prince´s Restaurant in Piccadilly, deren Leitung er übernahm. 1926 nahm er mit ihnen für Columbia Records auf. Er selbst spielte Tenor- und Altsaxophon, aber auch Klarinette, Trompete und Posaune. Mit ihr war er auch in Berlin, wo er den neuen Charleston Tanz begleitete, als Hot Band bekannt war und für die Deutsche Grammophon aufnahm (als The Toronto Band from Canada). Ende der 1920er Jahre leitete er weiter eigene Bands in Budapest, Berlin und London. Sein Durchbruch insbesondere in Großbritannien aber auch im übrigen Europa kam in der Band von Roy Fox, in der er 1933 bis 1938 war und vor allem Altsaxophon spielte. Er wurde zum Vorbild vieler britischer Musiker und unterrichtete in Jazz-Kliniken. Auch seinen Ruf als Multiinstrumentalist baute er weiter aus (mit zusätzlich zu den erwähnten Instrumenten Schlagzeug, Klavier, Xylophon, Sousaphon, Dudelsack u. a.). 
1938 musste Fox aus Gesundheitsgründen seine Band aufgeben und Christmas spielte bei Arthur Rosebery (1938/39), den Nitwits von Sid Millward und 1939 bei Joe Ferrie und Jack Jackson. Von 1940 bis 1946 war er in der Band seines Freundes Jack Payne, die in Großbritannien sehr beliebt war und häufig auf BBC zu hören war. Er tourte auch mit Payne’s Variety Show For the Fun of it, wobei er seine Talente als Multiinstrumentalist herausstellte. Mit dabei war auch seine Frau Maisie, eine Tänzerin, die ihn am Klavier begleitete. Mit ihr hatte er einen Sohn: Art junior. Er spielte noch in einigen weiteren Shows und in der Produktion von Cinderella trat er auch vor dem britischen König im Palladium auf.
1952 zog er sich aus der Musikszene zurück und eröffnete einen Pub im East End (The Warburton Arms in Hackney). Nachdem sein Vater in Kanada gestorben war, zog es ihn zurück 1954 in sein Heimatland. Er spielte mit eigenen Bands 1955 bis 1958 im Raum Kingston und zog dann nach Blind River, wo er als Musiklehrer arbeitete, aber auch in eigener Band mit seinem Sohn in Elliot Lake spielte.